# Berättelsen om fjärrskådarna
I fantasyserien Berättelsen om fjärrskådarna av Robin Hobb får vi möta Sonen som är oäkta son till en prins och vars öde det är att bli kungens lönnmördare. Berättelsen utspelar sig i ett rike på randen till undergång och Sonen är den ende som tros kunna rädda landet.

## Handling
Berättelsen handlar om en pojke som heter "Sonen". Han är född som oäkting, och är son till den förste tronföljaren i De sex hertigdömena. I den första delen av trilogin får vi följa sonen från att han kommer till "Bockborgen" som är huvudstyret i Sex hertigdömen i tidig ungdom. För sonens och kronans bästa lärs sonen tidigt upp i konsten att mörda i det tysta, nämligen lönnmord. Hans lärare är kungens halvbror Chade som länge levt i borgen utan att någon annan än de som står kungen närmast vetat om detta. Sonen lärs även upp i "färdigheten" som är en gammal magi som bara kungabarnen och ett ringa antal andra får lära sig. Med hjälp av färdigheten kan man bland annat ta sig in i andras tankar och föra diskussioner med någon annan som har färdigheten på långa avstånd. Sedan barnsben har sonen även "klokskapen" som är en vanlig benämning på konsten att kunna tala med djur. Den är en ännu äldre magi som i lång tid har ansetts som hädisk samt att man om man använder denna för mycket intar man djurets sätt och till slut skepnad. Blir man ertappad med att ha klokskapen blir man hängd över vatten, därför måste sonen hålla denna magi hemlig för allmänheten. Dock vet stallmäster Burrich, som tagit hand om sonen sedan han kom till Bockborgen att denne har klokskapen. Burrich försöker därför få ur klokskapen ur sonen samt hålla denna hemlig.

## Om serien
Serien är en tillbakablick från Sonen som mestadels agerar bokens Jag, men med täta mellanrum får man närmare inblick i såväl Sex Hertigdömens historia som utförlig fakta om Bockborgens olika invånare.

## Böcker i serien
- Mördarens lärling (Assassin's Apprentice)
- Vargbroder (Royal Assassin)
- Mördarens jakt del 1 (Assassin's Quest)
- Mördarens jakt del 2 (Assassin's Quest)